# Charles Clunas
Charles Clunas (* 13. Februar 1894 in Johnstone, Schottland; † 8. Februar 1916 in Givenchy-lès-la-Bassée, Frankreich) war ein schottischer Fußballspieler.

## Karriere und Leben

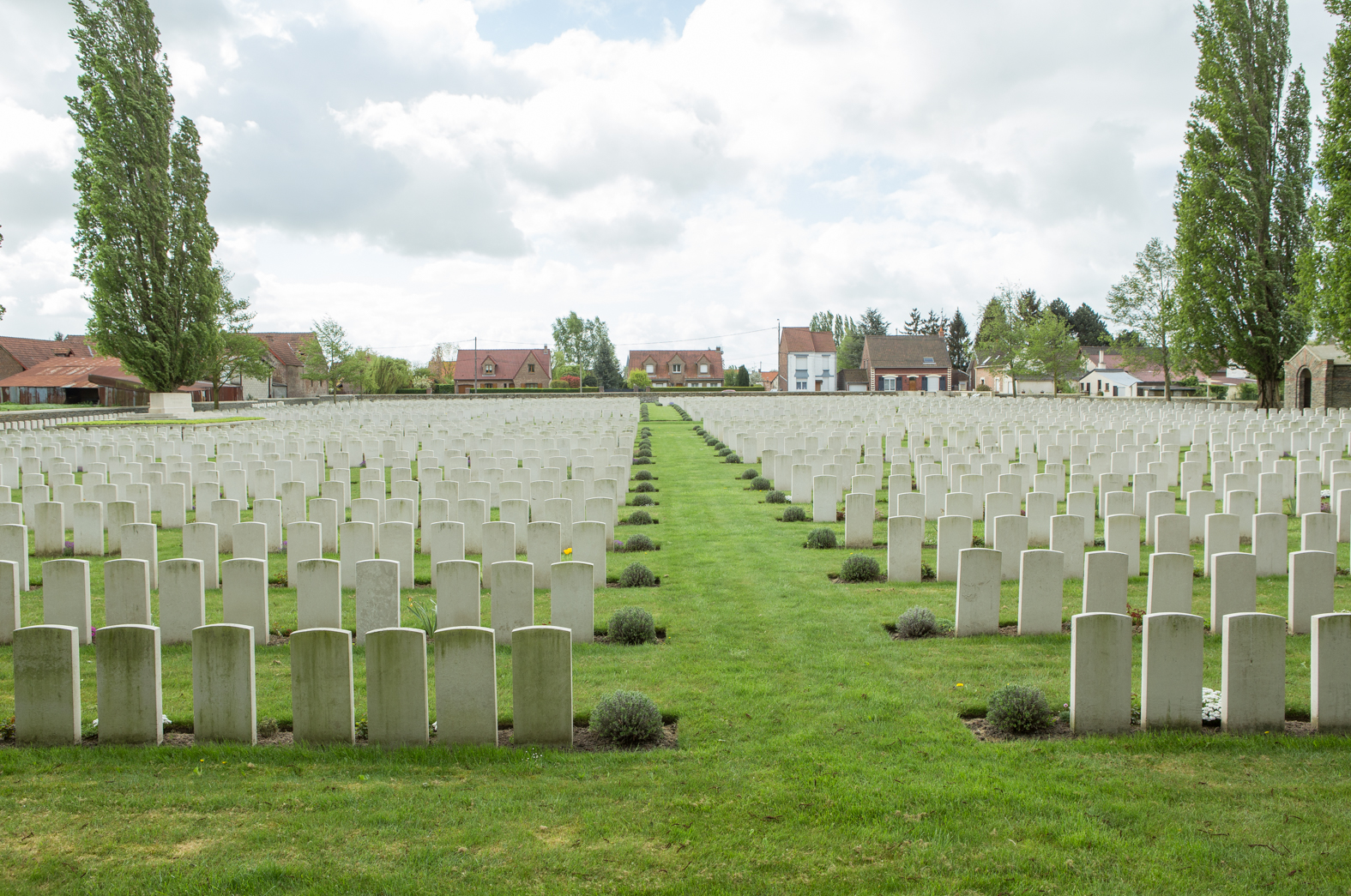
Windy Corner Soldatenfriedhof, letzte Ruhestätte von Clunas

Charles Clunas wurde im Jahr 1894 als drittes von sechs Kindern von John Clunas und seiner Frau Flora McLean in Johnstone geboren. Die Familie hatte insgesamt fünf Söhne und eine Tochter. Er war Schüler an der Johnstone High School und war bereits in jungen Jahren ein begeisterter Fußballspieler. Bis 1912 spielte er für Kilbarchan Athletic, bevor er ab 1912 beim FC Clyde im Südosten von Glasgow unter Vertrag stand. In zwei Spielzeiten kam er auf 19 Spiele und drei Tore in der Division One. Sein fünf Jahre jüngerer Bruder William Clunas war schottischer Fußballnationalspieler und spielte in den 1920er und 1930er Jahren für den FC St. Mirren und AFC Sunderland.
Im Oktober 1914, zwei Monate nach Ausbruch des Ersten Weltkriegs, schrieb sich Clunas als Soldat in das 23. Bataillon der Royal Fusiliers im Central Hotel in Glasgow ein. Nach seiner Ausbildung kam er mit seinem Bataillon im November 1915 in Frankreich an. Clunas diente als Lance Corporal, als er am 8. Februar 1916 fünf Tage vor seinem 21. Geburtstag in Givenchy-lès-la-Bassée, von einer Gewehrgranate getötet wurde. Seine letzte Ruhestätte fand er auf dem „Windy Corner Guards Cemetery“ in Cuinchy.